# 926 Imhilde
926 Imhilde este un asteroid din centura principală, descoperit pe 15 februarie 1920, de Karl Reinmuth.